# Jozef Zábojník
Jozef Zábojník (Aranyosmarót, 1952. február 29. –) szlovák régész.

## Élete
1976-ban végzett a Comenius Egyetem régészet szakán. 1975-től a nyitrai Régészeti Intézet munkatársa. 1983-ban kisdoktori fokozatot szerzett. 1990-1992 és 1999-2002 között Humboldt-ösztöndíjjal a müncheni Lajos–Miksa Egyetem (Ludwig-Maximilians-Universität) vendégkutatója volt. 1992-től kandidátusi fokozatot szerzett. 1993-1994-ben a nyitrai Pedagógiai Főiskolán volt külső előadó. 2001-től a Comenius Egyetem vendégelőadója volt. 2008-ban a Károly Egyetemen habilitált.
Ásatott többek között Bucsányban (9-10. század), Ebeden (avar kor), Helembán (középkor), Nyitrán (kora középkor), Pusztapáton (kora középkor), Zoboron (középkor-újkor) és Zsitvaapátin (középkor).
Elsősorban kora középkorral és avarokkal foglalkozik. Részt vett az ADAM és a szlovákiai kora középkori és középkori régészeti topográfia eddig megjelent köteteinek munkálataiban.

## Művei
- 1988 On the problems of settlements of the Avar Khaganate Period in Slovakia. Archeologické rozhledy 40, 401-437.
- 1991 Seriation von Gürtelbeschlaggarnituren aus dem Gebiet der Slowakei und Österreichs – Beitrag zur Chronologie der Zeit des awarischen Kaganats. In: K problematike osídlenia stredodunajskej oblasti vo včasnom stredoveku. Nitra, 219-321.
- 1992 Militáriá – Konský postroj – Voz. Terminológia archeologickej hmotnej kultúry na Slovensku II – Militaria – Pferdeschirrung – Wagen. Terminologie der archäologischen materiellen Kultur in der Slowakei II. Nitra. (tsz. Ondrej Ožďáni – Gabriel Nevizánsky – Ivan Kuzma)
- 1998 Osídlenie Zlatých Moraviec a okolia od zmeny letopočtov. In: Marián Bátora – Michal Zaťko (Zost.): Zlaté Moravce. Zlaté Moravce, 155-166.
- 1999 Materiálna kultúra nálezísk z obdobia avarského kaganátu na Slovensku. In: Slovensko a európsky juhovýchod – Medzikultúrne vzťahy a kontexty. Bratislava, 189-222.
- 2000 Zur Problematik der ”byzantinischen” Gürtelbeschläge aus Čataj, Slowakei. In: Falko Daim (Hrsg.): Die Awaren am Rand der byzantinischen Welt. Innsbruck, 327-365.
- 2002 Slovensko a avarský kaganát. In: Alexander Ruttkay – Matej Ruttkay – Peter Šalkovský (Ed.): Slovensko vo včasnom stredoveku. Nitra, 29-39.
- 2003 Príspevok do diskusie o počiatkoch slovanského osídlenia Slovenska. Slovenská archeológia 51, 319-340. (tsz. Gabriel Fusek)
- 2004 K niektorým otázkam výskytu keramiky na pohrebiskách z obdobia avarského kaganátu. In: Fusek, Gabriel (Red.): Zborník na počesť Dariny Bialekovej. Nitra, 451-457.
- 2004 Birituálne pohrebiská v severnej a západnej časti Karpatskej kotliny v období avarského kaganátu. Študijné zvesti 36, 339-357.
- 2004/2009 Slovensko a avarský kaganát. Studia Archaeologica et Medievalia VI. Bratislava. ISBN 80-88982-83-9
- 2005 Mikulčice – awarische Stadt? In: Pavel Kouřil (Hrsg.): Die frühmittelalterliche Elite bei der Völkern des östlichen Mitteleuropas. Brno, 101-114.
- 2005 Avari a avarský kaganát v kontexte včasnostredovekej Európy. Rocznik Przemyski – Archeologia 41, 99-112.
- 2005 K interpretácii hrobových príloh z pohrebísk obdobia avarského kaganátu na Slovensku. Študijné zvesti 37, 29-51.
- 2011 Sídliská z 8. storočia na juhozápadnom Slovensku – Šaľa III, Úľany nad Žitavou, Pavlová. Študijné zvesti 50. (tsz. Martin Odler)
- 2013 K lokalizácii a názvom niektorých archeologických nálezísk na území Slovenska. Študijné zvesti 54 (tsz. Martin Bartík)
- 2015 Saxe und andere Waffen westlichen Ursprungs auf dem Gräberfeld aus der Zeit des awarischen Khaganats in Valaliky-Všechsvätých. In: Warriors, weapons, and harness from the 5th–10th centuries in the Carpathian Basin
- 2016 Pohrebisko z obdobia avarského kaganátu vo Valalikoch-Všechsvätých. Nitra (tsz. Július Béreš)
- 2019 Pohrebisko z obdobia avarského kaganátu v Obide
- 2021 Pohrebisko z obdobia avarského kaganátu vo Veľkom Mederi